# Сэндфорд, Бен
Бен Сэндфорд (англ. Ben Sandford, 12 марта 1979, Роторуа, остров Северный) — новозеландский скелетонист, выступающий за сборную Новой Зеландии с 2002 года. Участник трёх зимних Олимпийских игр, бронзовый призёр чемпионата мира, победитель нескольких этапов Кубков мира, Европы и Америки.

## Биография
Бен Сэндфорд родился 12 марта 1979 года в городе Роторуа, остров Северный. После окончания школы поступил в Университет Виктории, где играл в сквош за местную студенческую команду. В 2002 году они отправились в Австрию на Международный университетский чемпионат по сквошу, и рядом как раз была санно-бобслейная трасса, поэтому Сэндфорд, воспользовавшись случаем, решил попробовать себя в скелетоне, тем более что его дядя Брюс тоже был скелетонистом и добился в этом виде спорта неплохих результатов.
Дебютировал за национальную сборную уже в ноябре на этапе Кубка Америки, заняв восемнадцатое место, тогда как в декабре добрался до девятой позиции на Кубке Европы. В следующем сезоне впервые принял участие в заездах Кубка мира, но пока без особого успеха. 2004 год начал приносить ему некоторые медали, в частности, золото на этапе американского кубка, и бронза на европейском. В сезоне 2005/06 вновь боролся за мировой кубок и впервые в карьере попал в десятку лучших. Выбившись в лидеры сборной, Сэндфорд удостоился права защищать честь страны на Олимпийских играх в Турине, где после всех заездов занял десятое место.
В сезоне Кубка мира 2007/08 на этапе в немецком Винтерберге финишировал четвёртым, немного не дотянув до подиума, а на чемпионате мира в швейцарском Санкт-Морице приехал тринадцатым. В начале 2010 года отправился соревноваться на Олимпийские игры в Ванкувер, однако вновь остался вдалеке от борьбы за призовые места, показав одиннадцатое время. При всём при том, на церемонии закрытия нёс знамя Новой Зеландии. Кубковый сезон 2010/11, хоть и получился неудачным с семнадцатым местом в общем зачёте, тем не менее, на этапе в Санкт-Морице Бен Сэндфорд финишировал третьим и впервые взошёл на подиум этих соревнований. Чемпионат мира 2011 года в немецком Кёнигсзее принёс ему неутешительное двенадцатое место, зато год спустя на мировом первенстве в американском Лейк-Плэсиде он завоевал бронзовую медаль мужской одиночной программы: «Я невероятно счастлив, что попал в тройку призёров на чемпионате мира. Просто фантастика, что мне удалось закончить сезон настолько успешно».
В 2014 году Сэндфорд побывал на Олимпийских играх в Сочи, где финишировал двадцатым.